# Schwanenstadt

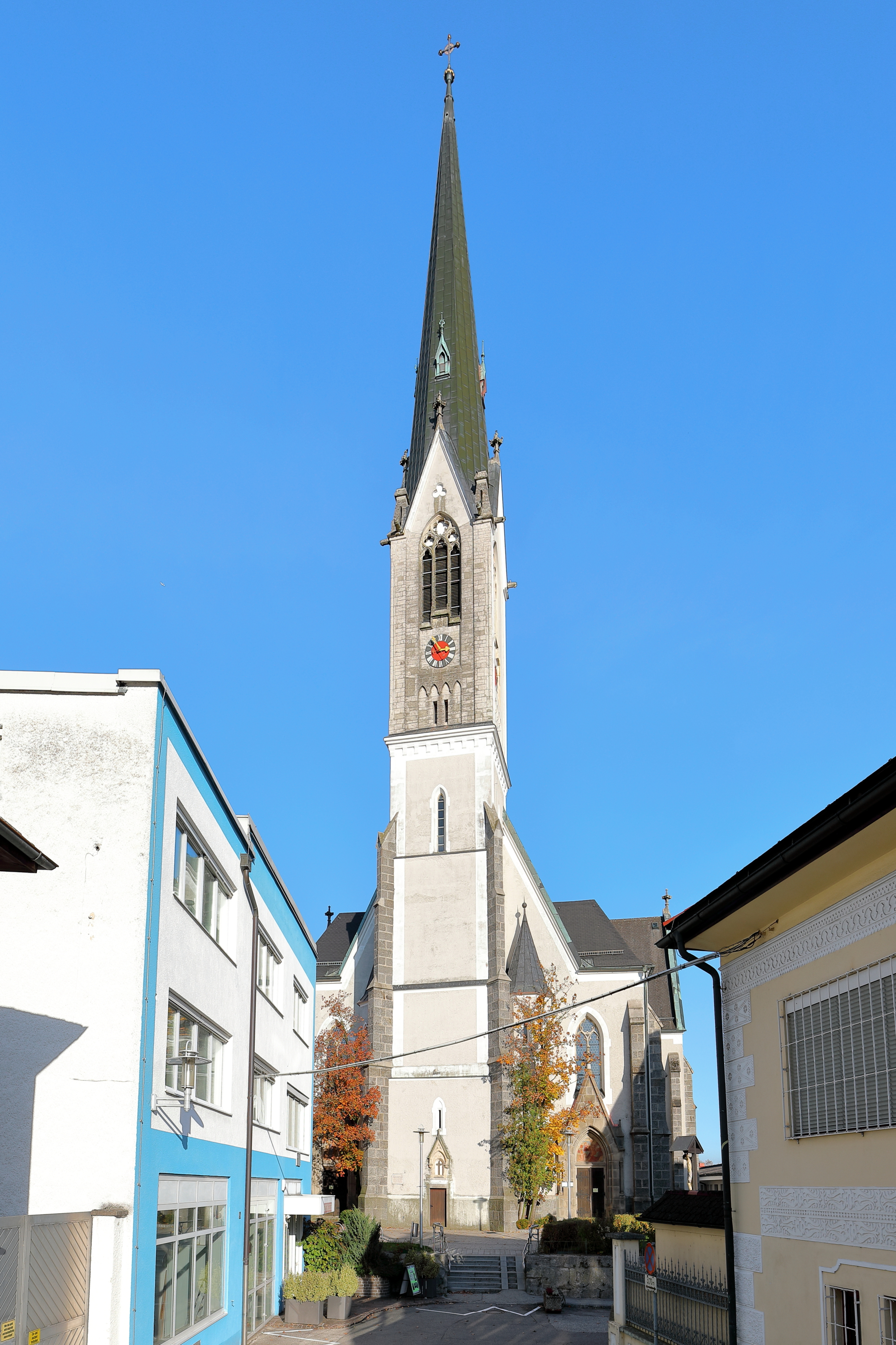
Kyrkan i Schwanenstadt.

Schwanenstadt är en stadskommun i distriktet Vöcklabruck i det österrikiska förbundslandet Oberösterreich. Kommunen har 3 528 invånare (2024).